# Zachyłka
Zachyłka (Phegopteris (C. Presl) Fée) – rodzaj paproci należących do rodziny zachylnikowatych (Thelypteridaceae Pic.Serm.). Według The Plant List w obrębie tego rodzaju znajduje się 15 gatunków o nazwach zweryfikowanych i zaakceptowanych, podczas gdy aż 248 kolejnych taksonów ma status gatunków niepewnych (niezweryfikowanych). Według części źródeł rodzaj w wąskim, monofiletycznym ujęciu obejmuje tylko 3–4 gatunki. Przedstawiciele rodzaju występują naturalnie w strefie umiarkowanej Eurazji i Ameryki Północnej. Jedynym przedstawicielem we florze Polski jest zachyłka oszczepowata (Phegopteris connectilis). Nazwa naukowa pochodzi od greckich słów phegos oznaczającego buka i pteris oznaczającego paproć.

## Morfologia

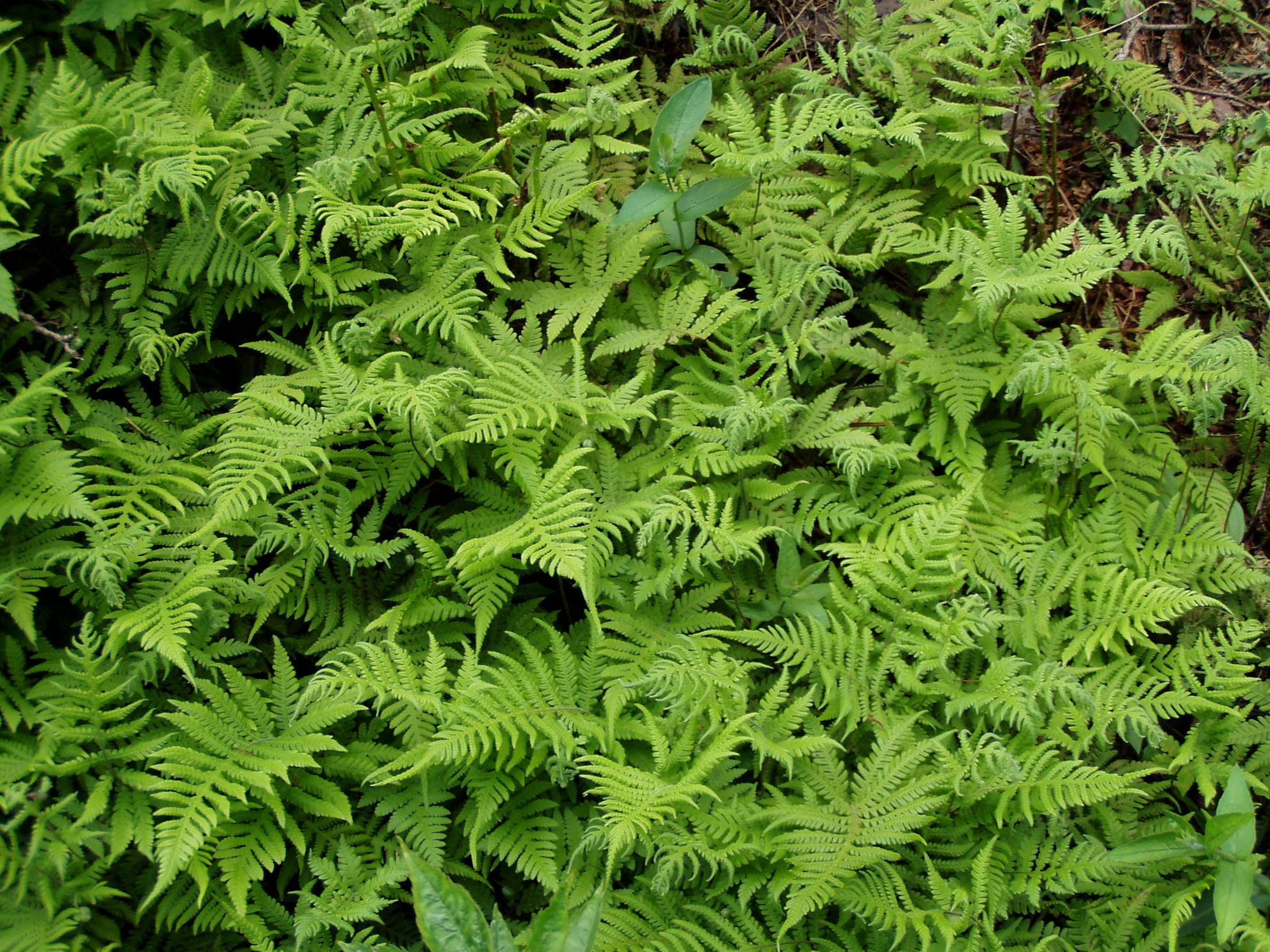
Zachyłka oszczepowata

PokrójMałej lub średniej wielkości paprocie naziemne. Starsze okazy tworzą niewielkie płaty lub liście wyrastają pojedynczo, rozproszone. Kłącza są cienkie (1–4 mm), rozgałęzione, pełzające, pokryte łuskami o lancetowatym kształcie i brązowoczerwonej barwie oraz igiełkowatymi, białawymi włoskami. Jeśli występują kłącza wzniesione to z korzeni wyrastają pełzające rozłogi, co jest wyjątkową cechą w świecie roślin.
LiścieMiękkie. W zarysie mają jajowato-trójkątny, trójkątny lub lancetowaty kształt. Odcinki blaszki przy nasadzie są podwójnie lub potrójnie pierzasto wcięte. W dolnej części listki wyrastają bezpośrednio z osadki. Ogonki liściowe zazwyczaj dłuższe od blaszki liścia, są wyprostowane lub wzniesione, pokryte krótkim owłosieniem oraz łuskami o równowąskim kształcie i jasnobrązowej barwie, mają dwie wiązki przewodzące. Oś liścia barwy słomiastej.
RozmnażanieKupki zarodni usytuowane są na nerwach w pobliżu brzegu blaszki liściowej. Są małe i mają okrągławy kształt. Zawijki są nieobecne lub bardzo drobne.

## Biologia i ekologia
Najlepiej rośnie na stanowiskach wilgotnych, częściowo zacienionych. Preferuje gleby dobrze przepuszczalne, bogate w próchnicę. Rozmnażanie następuje poprzez wysiew zarodników lub podział pędów. 

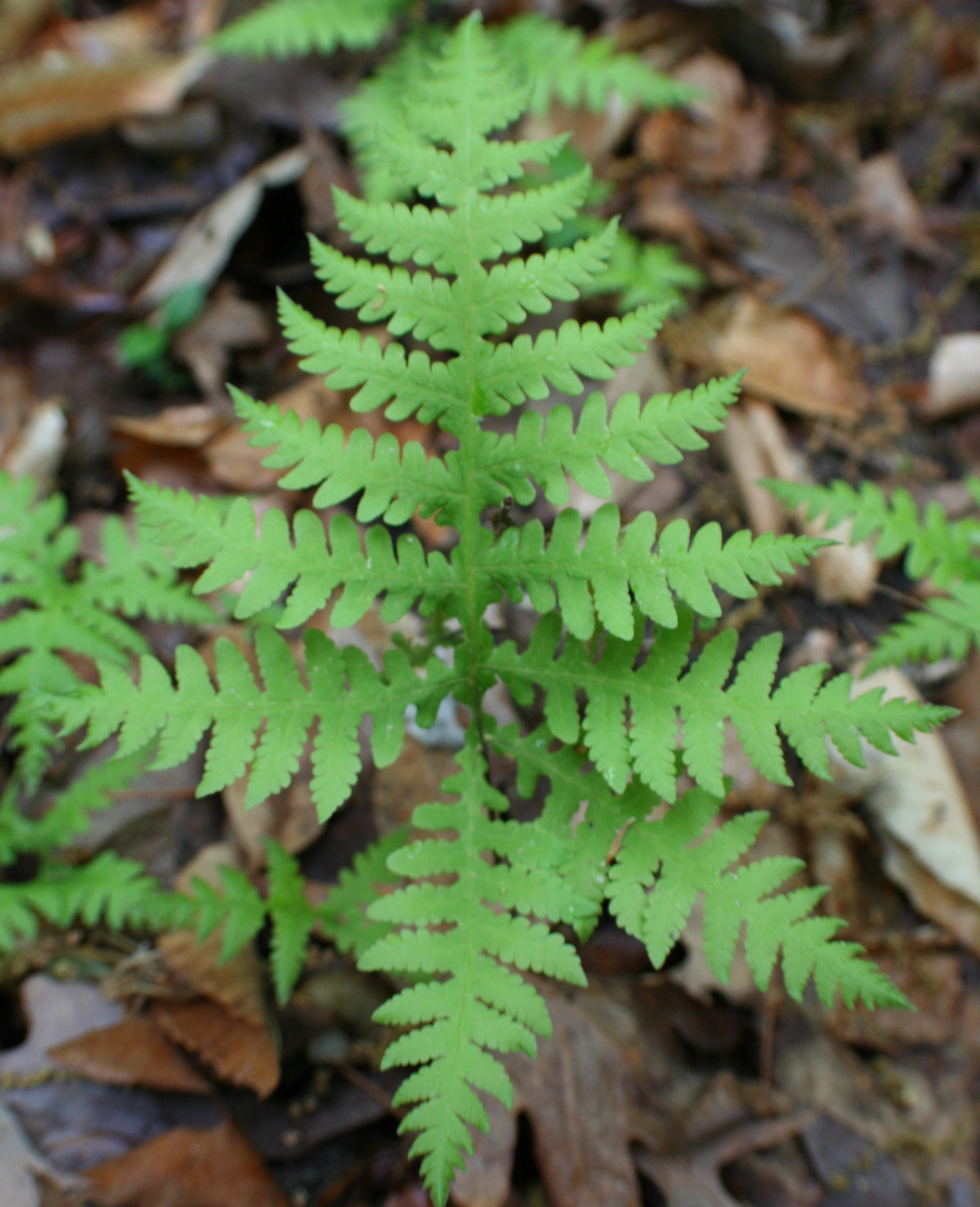
P. hexagonoptera

## Systematyka
Rodzaj klasyfikowany jest do rodziny zachylnikowatych Thelypteridaceae z rzędu paprotkowców Polypodiales. Ujęcie systematyczne rodzajów w tej rodzinie jest bardzo zróżnicowane i waha się w zależności od 5 do 30, przy czym różnice skutkują znacząco klasyfikacją gatunków do rodzaju zachyłka Phegopteris.
W dawniejszych ujęciach systematycznych do rodzaju tego zaliczano gatunki wyodrębniane obecnie w rodzaj cienistka Gymnocarpium, m.in. występujące w Polsce: cienistkę trójkątną (zachyłkę trójkątną) Gymnocarpium dryopteris (syn. Phegopteris dryopteris Fée) i cienistkę Roberta (zachyłkę Roberta) Gymnocarpium robertianum (syn. Phegopteris robertianum A.Braun).
Lista gatunków w wąskim ujęciu według Flora of China oraz Flora of America
- Phegopteris connectilis (Michx.) Watt – zachyłka oszczepowata
- Phegopteris decursive-pinnata (H.C. Hall) Fée
- Phegopteris hexagonoptera (Michx.) Fée
- Phegopteris tibetica Ching

Lista gatunków w szerokim ujęciu według Plants of the World Online
- Phegopteris andringitrensi s (Rakotondr.) Christenh.
- Phegopteris aubertii (Desv.) Christenh.
- Phegopteris aurita (Hook.) J.Sm.
- Phegopteris connectilis (Michx.) Watt – zachyłka oszczepowata
- Phegopteris cruciata (Willd.) Mett.
- Phegopteris cyclocarpa (Holttum) Christenh.
- Phegopteris decursive-pinn ata (H.C.Hall) Fée
- Phegopteris dianae (Hook.) Christenh.
- Phegopteris fijiensis (K.U.Kramer & E.Zogg) Christenh.
- Phegopteris henriquesii (Baker) Christenh.
- Phegopteris heterolepia Alderw.
- Phegopteris hexagonoptera (Michx.) Fée
- Phegopteris hirtirachis (C.Chr.) Christenh.
- Phegopteris keraudreniana (Gaudich.) Mann
- Phegopteris kinabaluensis (Holttum) Christenh.
- Phegopteris koreana B.Y.Sun & C.H.Kim
- Phegopteris levingei (C.B.Clarke) Tagawa
- Phegopteris microstegia (Hook.) Christenh.
- Phegopteris paludosa (Blume) J.Sm.
- Phegopteris persimilis (Baker) Christenh.
- Phegopteris rectangularis (Zoll.) Christenh.
- Phegopteris subaurita (Tagawa) Tagawa
- Phegopteris tibetana (Ching & S.K.Wu) Christenh.
- Phegopteris yigongensis (Ching) Christenh.
- Phegopteris zayuensis (Ching & S.K.Wu) Christenh.

## Zastosowanie
Zachyłka oszczepowata (P. connectilis) uprawiana jest jako roślina ozdobna.